# Simira klugei
Simira klugei är en måreväxtart som först beskrevs av Paul Carpenter Standley, och fick sitt nu gällande namn av Julian Alfred Steyermark. Simira klugei ingår i släktet Simira och familjen måreväxter. Inga underarter finns listade i Catalogue of Life.